# زجاج بندقي

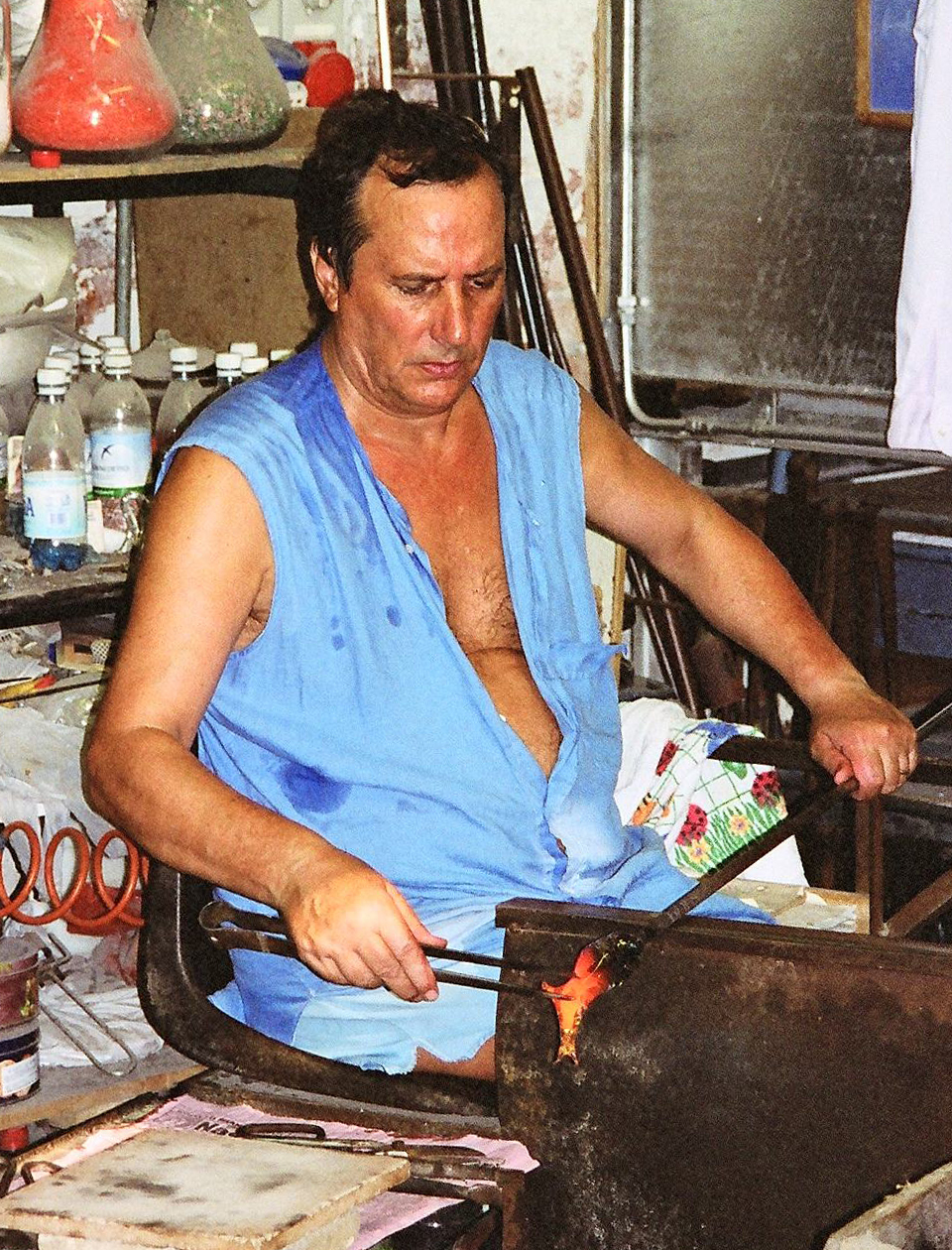
بزاز في مورانو.

الزجاج البندقي هو نوع من الزجاج المصنوع في البندقية في إيطاليا و في المقام الأول في جزيرة مورانو. يشتهر هذا الزجاج عالمياً بألوانه وتفاصيله و بمهارة صنعه.